# Solamis
Maleque Adil Badradim Solamis (em árabe: الملك العادل بدر الدين سُلامش; romaniz.: Al-Malik al-Adil Badr al-Din Solamish, melhor conhecido só como Solamis (em turco: Sülemiş), foi um sultão mameluco da dinastia Bahri que reinou, ainda criança, no Egito em 1279. Ele era filho do sultão Baibars e irmão de Saíde Baracá, que o antecedeu no trono.

## História
Com a morte de Baibars, seu filho Saíde Baracá tomou o poder, mas ele acabou derrubado quando tentou substituir os emires da época do pai pelos seus próprios mamelucos. Três dos mais poderosos deles, inclusive Calavuno, se juntaram e forçaram-no a abdicar em nome do irmão, que tinha apenas sete anos de idade. Calavuno era o seu guardião, mas, apenas alguns meses depois, ele tomou o poder para si.
Solamis morreu em Constantinopla em 1291.